# Cifrapalota

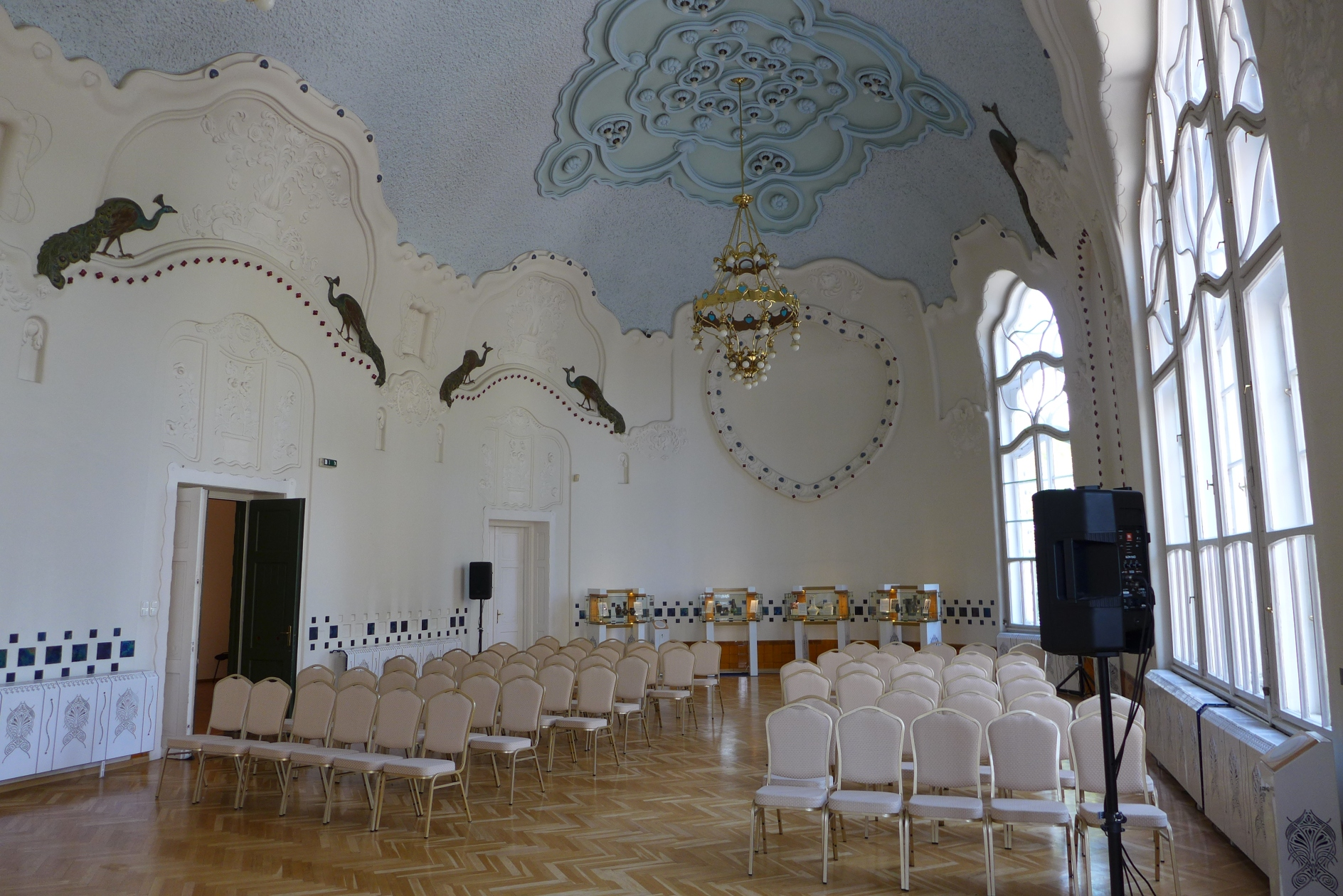

A kecskeméti Cifrapalota szecessziós épülete eredetileg „Kecskemét város bérpalotájaként” épült 1903-ban. 1983 óta a Kecskeméti Katona József Múzeum központi bemutató helye.

## Az épület
A Rákóczi út és a Szabadság tér (Főtér) találkozásánál lévő házat 1902-ben Márkus Géza tervezte szecessziós stílusban. Márkus a lechneri felfogású nemzeti formálást követte. A kivitelezés 1903-ban zajlott. Egykor üzletek, lakások, kaszinó működött benne.
Az épület legfőbb jellemzői: a homlokzati falsík színes majolika díszítése, melynél a népművészeti motívumkincs dominál, a kétemeletes homlokzatnak a hullámvonalú lezárása, a díszes kiképzésű, magas tető. A mázas homlokzatdíszeket és a tetőcserepeket itt is – mint a Városházánál is – a Zsolnay porcelángyár készítette.

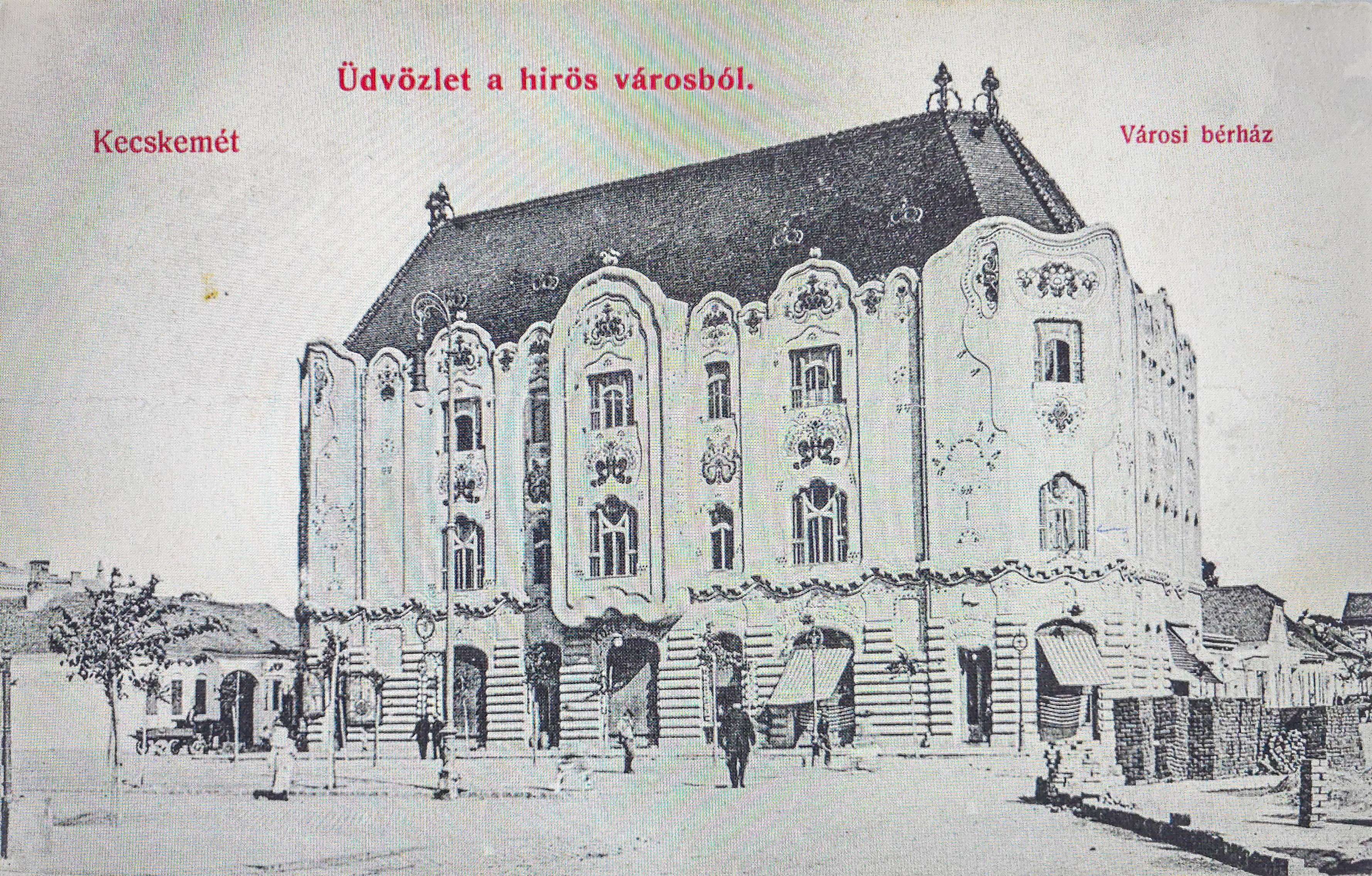
A Cifrapalota korabeli képeslapokon
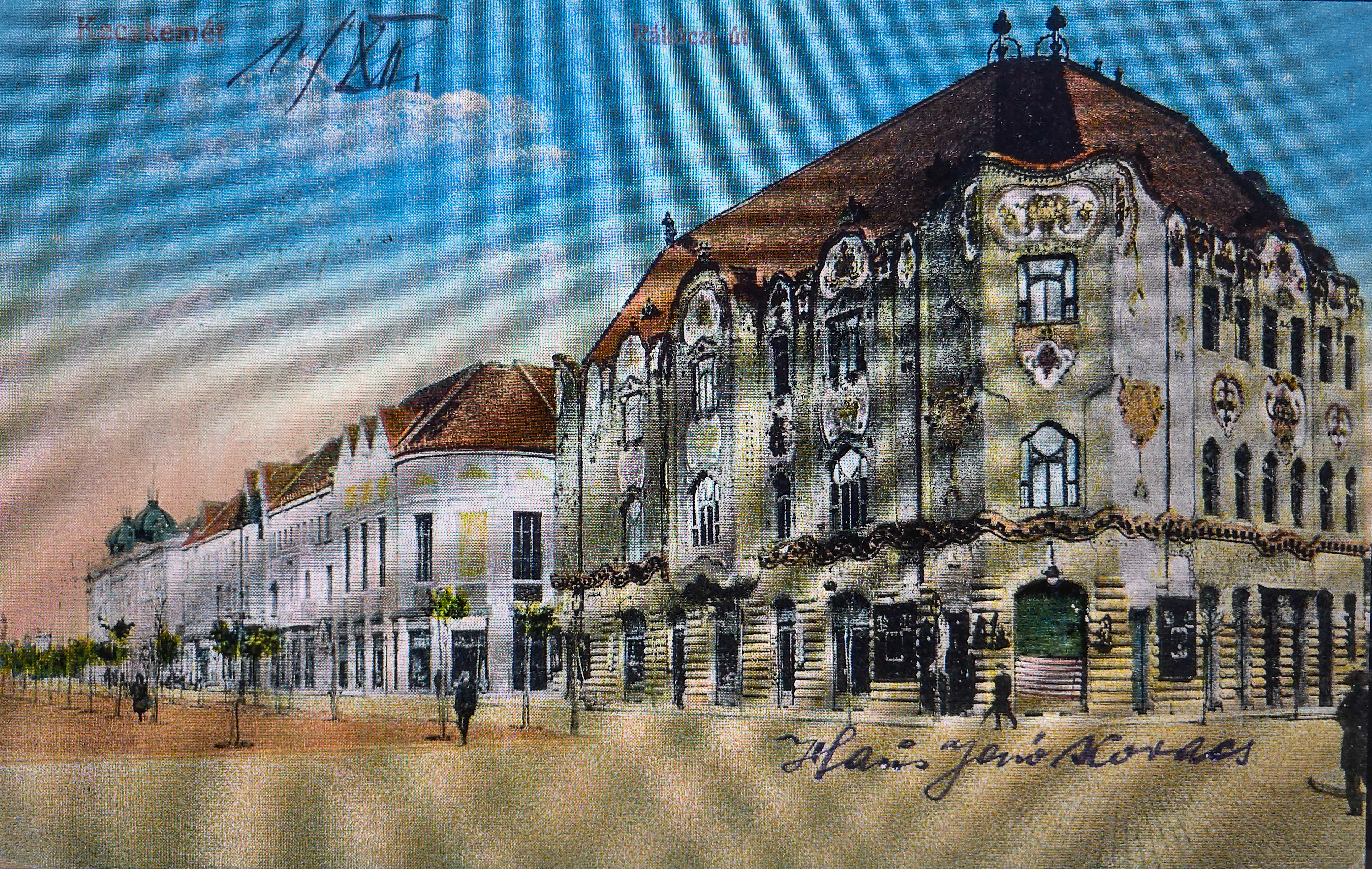
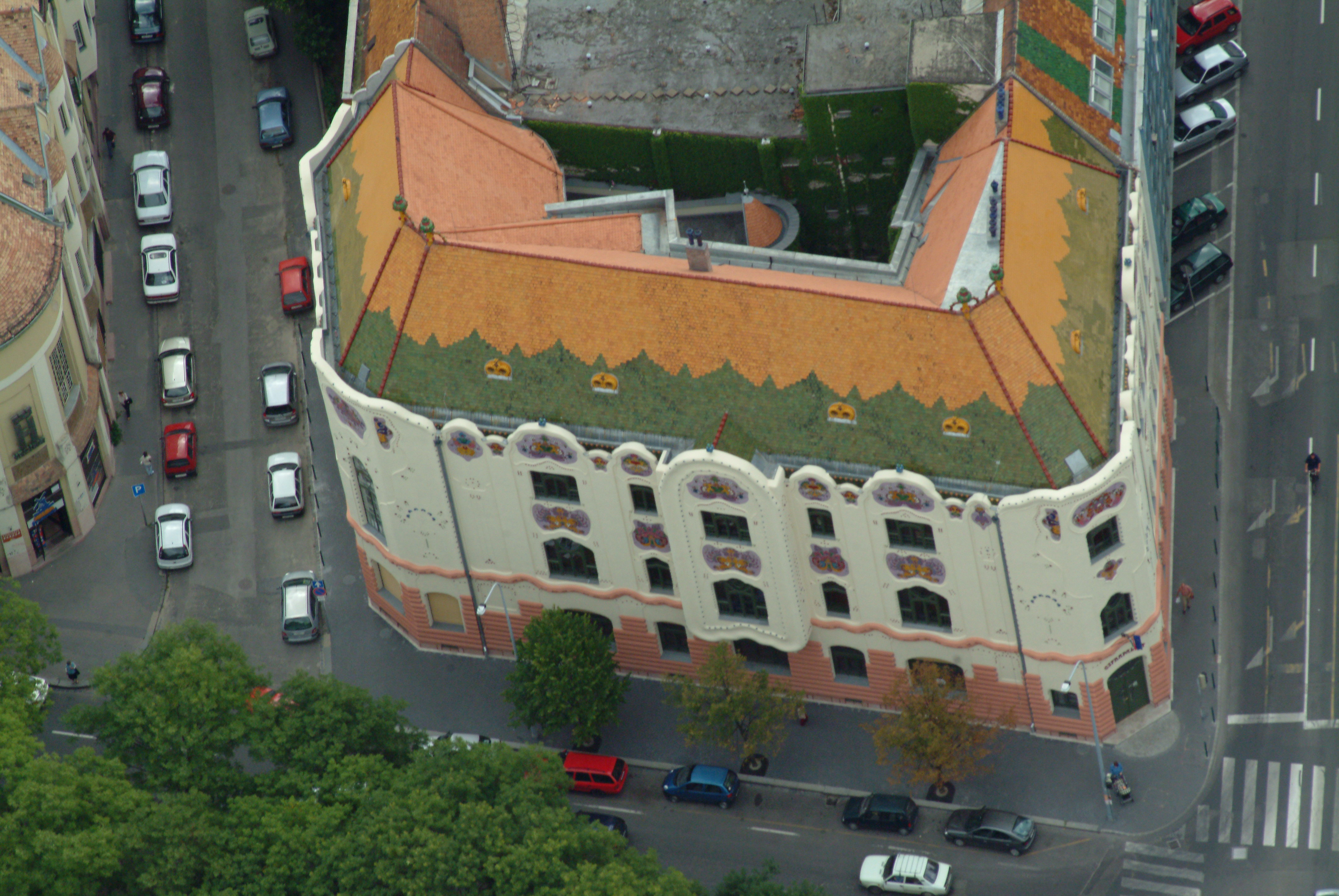
Légifelvétel
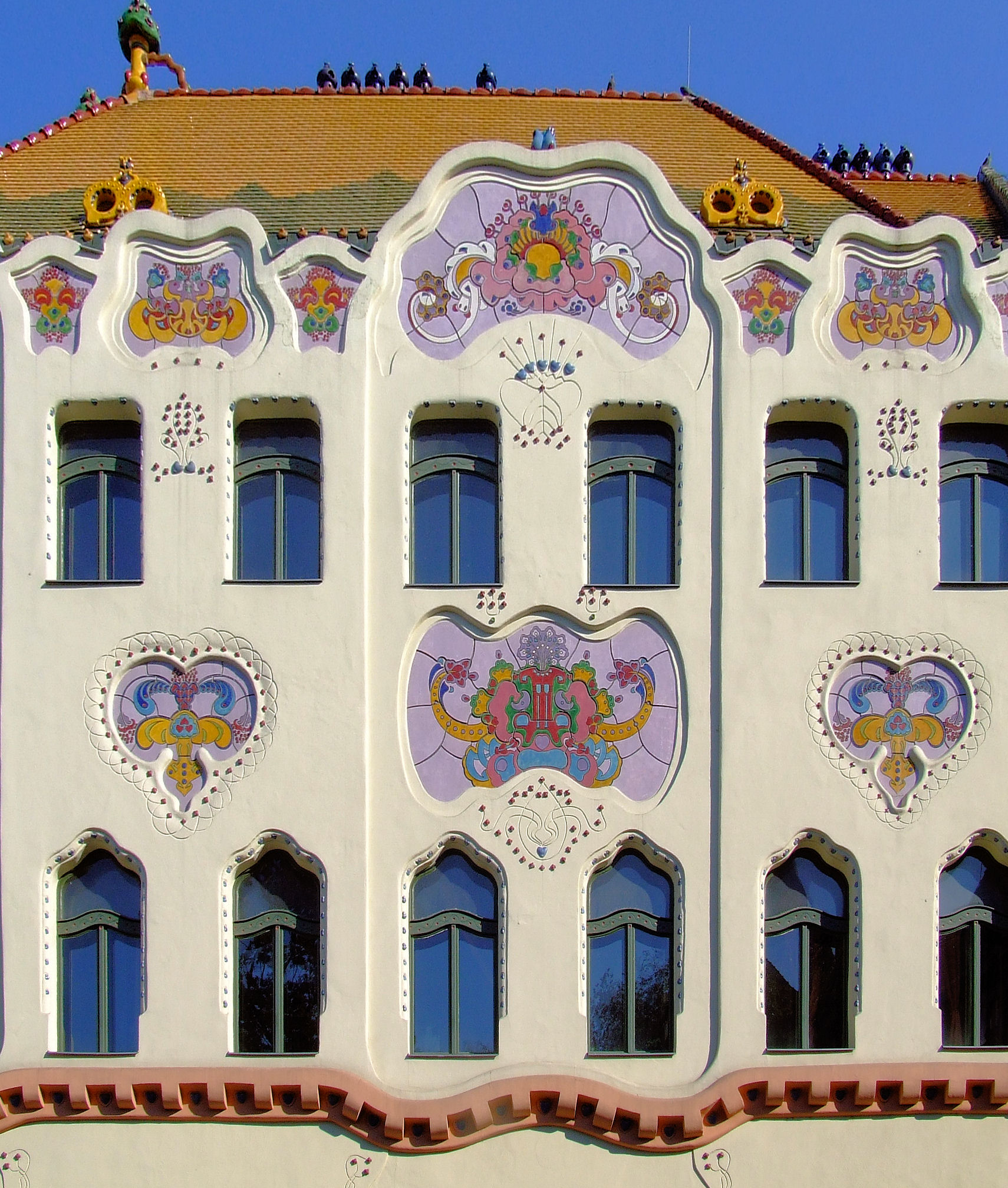
Majolika díszítmények

## A múzeum
A Cifrapalota épületében két állandó kiállítást tekinthetnek meg az érdeklődők. Az első emeleten az 1971-ben előkerült kunbábonyi avar vezéri sír tárgyai, valamint hasonló korú, alacsonyabb rangú vezéri sírok leletei láthatóak. Az alsó szinten rendszeresen mutatnak be időszaki kiállításokat.
A második emeleten látható a 2016-ban újrarendezett képzőművészeti állandó kiállítás, ami a gyakori vendégkiállítások és kölcsönzések miatt folyamatosan változik is.
A múzeum képzőművészeti és iparművészeti gyűjteményének fő gyűjtési területe a 19–20. századi, illetve a mindenkori kortárs magyar képző- és iparművészet. Ebben a tárgykörben ez az egyik legrangosabb kollekció Magyarországon. Leghíresebb alkotásai Nemes Marcell műgyűjtő 1911-es adományának adományának, valamint az úgynevezett Farkas–Glücks-gyűjtemény Kecskemétre kerülésének köszönhetőek. Az iparművészeti tárgyak között jelentős Horti Pál hagyatéknak állandó kiállítása.
A harmadik és egyben legnagyobb gyűjteménye a képtárnak a miskei Tóth Menyhért (1904–1980) életműve, amely 2000 festményből és 8000 grafikából áll.
2002-től Itt rendezik meg a Kortárs Keresztény Ikonográfiai Biennále című országos képző- és iparművészeti kiállítást. A tárlatokon bemutatott alkotásokból a kiállító művészek ajándékozása által és vásárlás útján rendszeresen bővül a múzeum gyűjteménye. A kiállítások kurátora ifj. Gyergyádesz László.
2005-ben a Cifrapalotában hozták létre a Muraközy János-emlékszobát.
Az időszaki kiállítások sorában 2006 nyarán a Szépművészeti Múzeum országot járó „Rejtett szépségek” c. kiállítása volt látható.
2008-ban nagyszabású Munkácsy-kiállítást szerveztek.
2024-ben rendezték meg itt az Egy eltűnt nép nyomában című időszaki kiállítást az avarok Duna-Tisza közi életéről.

### A Cifrapalota dísztermének részletei

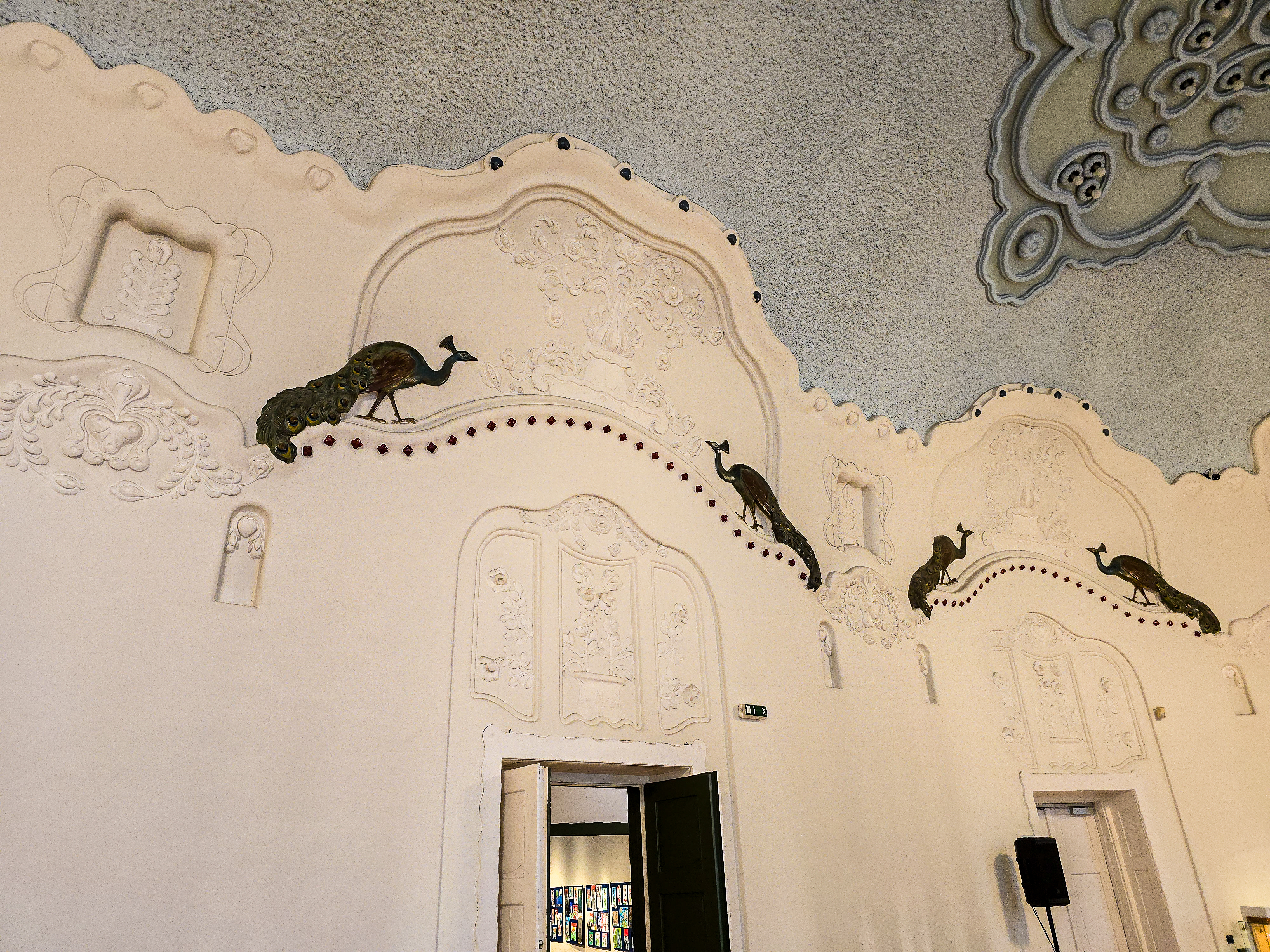
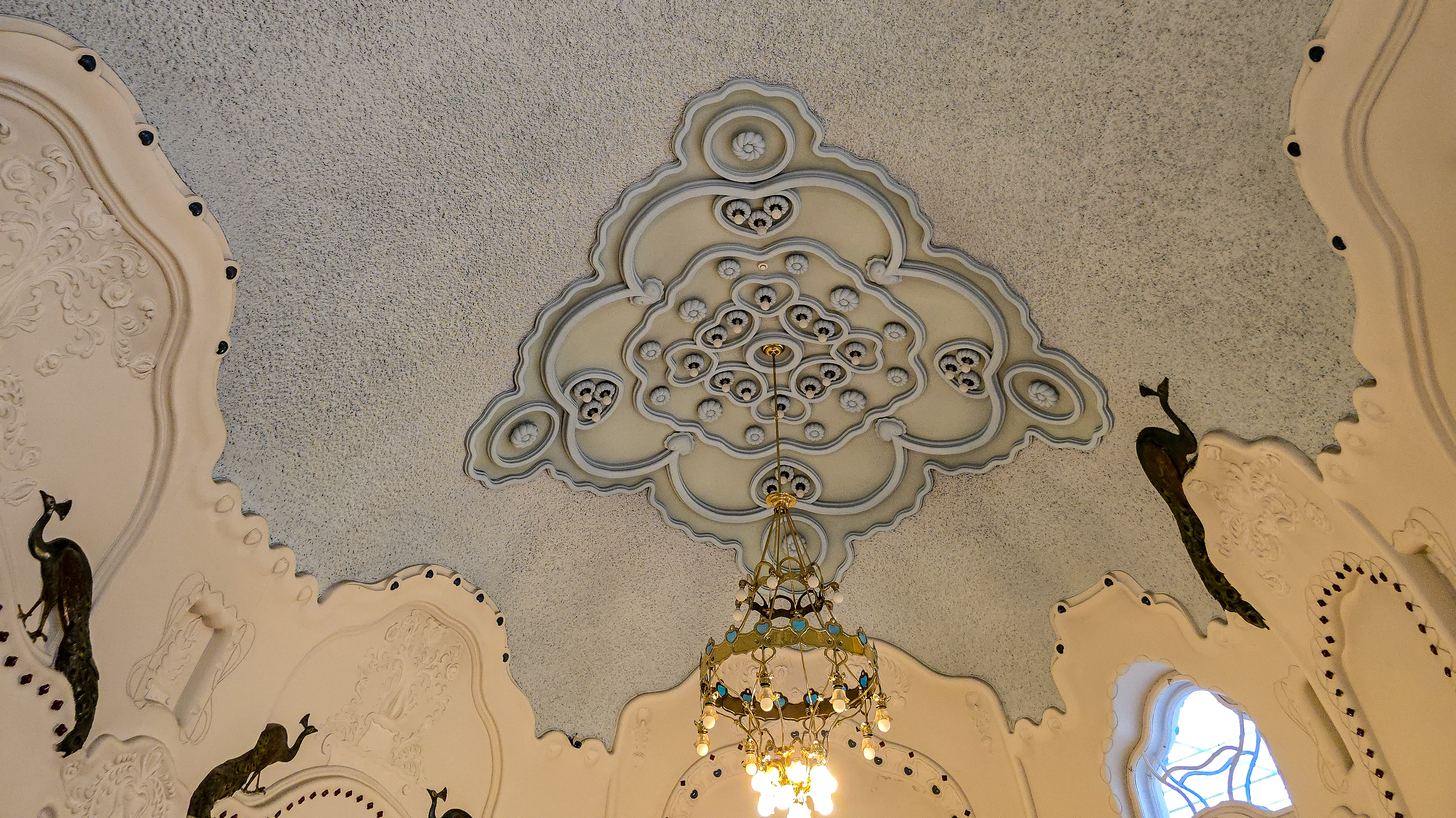
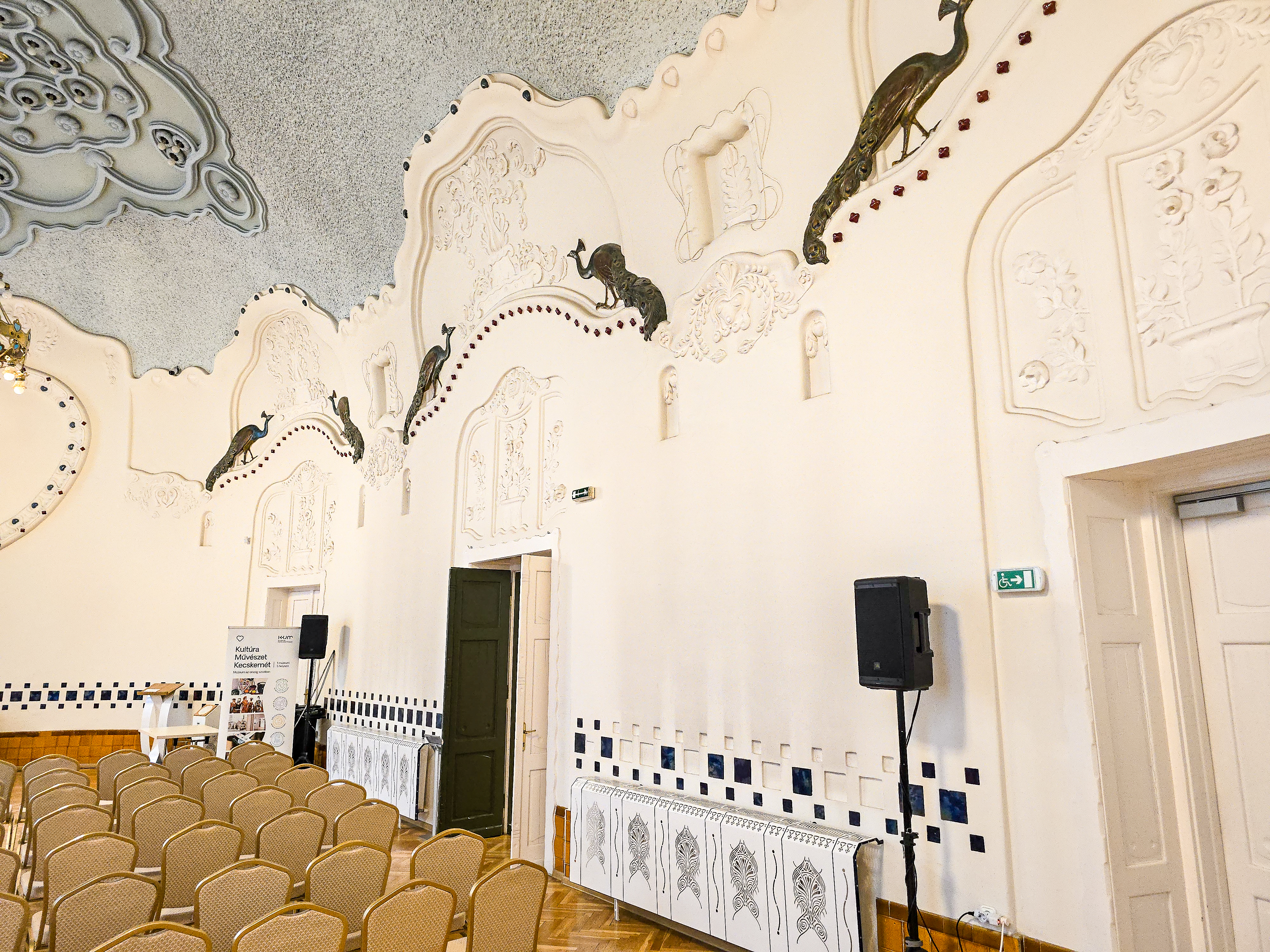
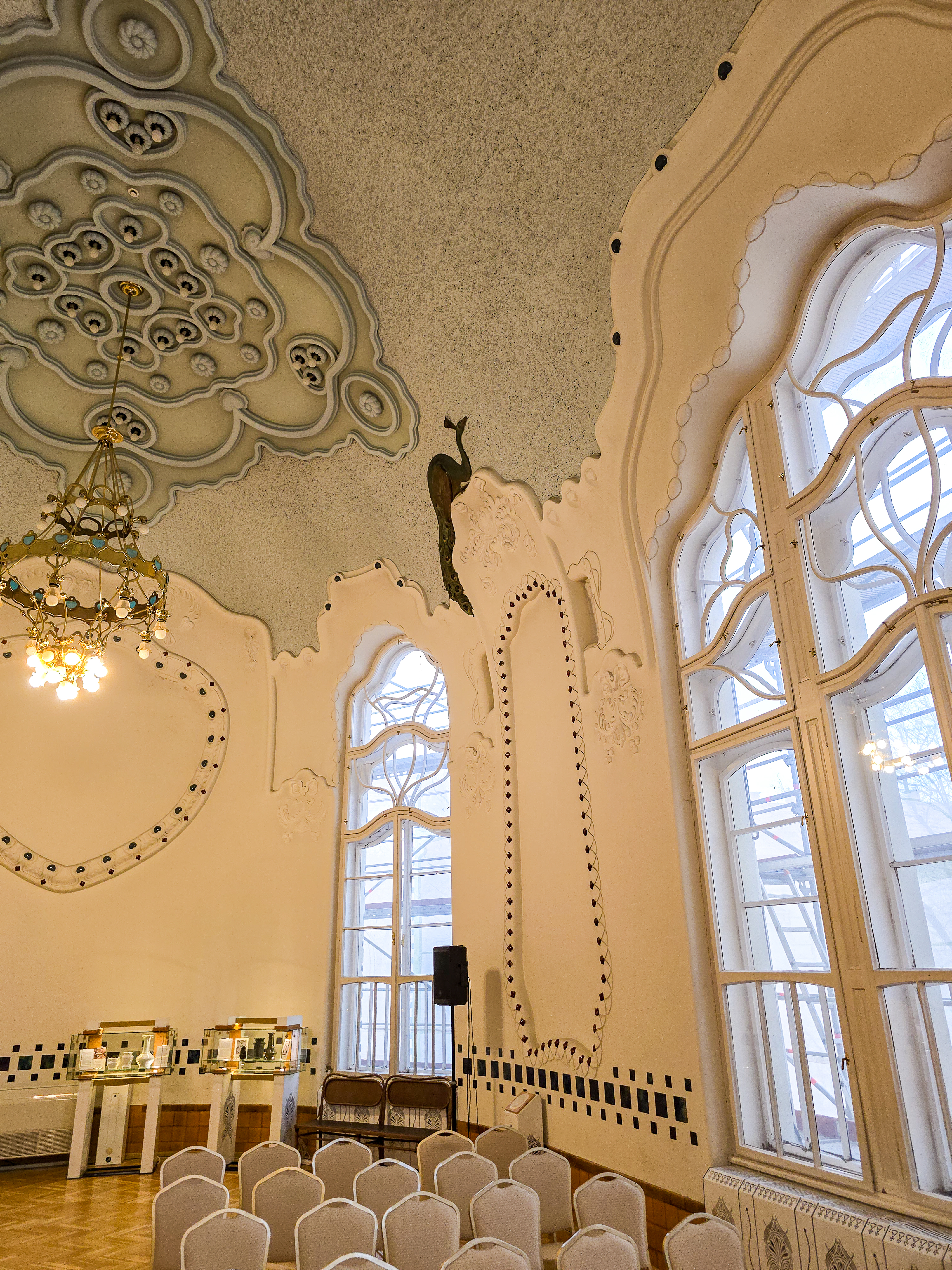